# Aulogymnus purpureus
Aulogymnus purpureus är en stekelart som först beskrevs av Girault 1913.  Aulogymnus purpureus ingår i släktet Aulogymnus och familjen finglanssteklar. Inga underarter finns listade.